# Stratocumulus stratiformis
Le stratocumulus stratiformis est une espèce du stratocumulus dont le nom est dérivé du latin signifiant en strates.
Il s'agit de nuages étalés en couche ou en nappe horizontale de grande étendue et rappelant ainsi l'aspect d'un stratus.
Il a la forme de rouleaux et gros galets disposés en couche ou nappe de grande étendue. Ces éléments sont plus ou moins aplatis. C'est de loin l'espèce la plus courante du stratocumulus.

## Nuage vu d'avion

### Stratocumulus stratiformis à éléments séparés
Au-dessous du nuage
Ils se présentent sous la forme d'une nappe ou d'une couche composés d'éléments gris et/ou blanchâtres. Vu leur teneur en eau plus importante que pour les altocumulus, ils sont plus sombres que ces derniers.
À l'intérieur du nuage ;
Le nuage est en général constitué de gouttelettes d'eau (sauf aux très basses températures où ils sont constitués de cristaux de glace. Le pilote aura l'impression de voler dans un brouillard dense et le givrage peut être important. La turbulence est en général modérée est cependant en général plus forte que dans les altocumulus.
Au-dessus du nuage
Comme les altocumulus à éléments séparés, la surface supérieure a un aspect quelque peu « moutonné ». Cette surface supérieure peut avoir des bourgeonnements ou des protubérances correspondant à des têtes de cumulus congestus ou de cumulonimbus ayant transpercé la couche.

### Stratocumulus stratiformis à éléments soudés
Au-dessous du nuage
La base du nuage est en général bien délimitée. Il arrive toutefois que le relief du nuage ne se distingue que par des différences de luminance.
À l'intérieur du nuage ;
Le nuage est en général constitué de gouttelettes d'eau (sauf aux très basses températures où ils sont constitués de cristaux de glace. Le pilote aura l'impression de voler dans un brouillard dense et le givrage peut être important. La turbulence est en général modérée.
Au-dessus du nuage
La surface supérieure du nuage peut être plate mais elle en général ondulée. Cette surface supérieure peut aussi avoir des bourgeonnements ou des protubérances.